# Ѭ
Ѭ (jotovaný velký jus, minuskule ѭ) je již běžně nepoužívané písmeno cyrilice. Používá se pouze v liturgických textech. Písmeno zachycovalo slovanskou nosovku. V polštině mu výslovností odpovídá slabika ją.
Písmeno je jotovanou variantou písmena Ѫ (velký jus).
V hlaholici mu odpovídá písmeno Ⱙ.